# Thiago Braz da Silva
Thiago Braz da Silva (Marília, 16 december 1993) is een Braziliaans atleet, die is gespecialiseerd in het polsstokhoogspringen. Hij nam in deze discipline twee keer deel aan de Olympische Spelen. De eerste keer, in 2016, werd hij kampioen; de tweede keer, in Tokio, veroverde hij het brons. Met zijn winnende 6,03 m uit 2016 is hij tevens houder van het Zuid-Amerikaanse en olympische record.

## Biografie

### Junior-successen
Het eerste internationale toernooi waaraan Braz da Silva deelnam waren de Zuid-Amerikaanse U20 kampioenschappen van 2009 in São Paulo, waar hij met een hoogte van 4,40 m gelijk de bronzen medaille veroverde. Een jaar later sprong hij voor het eerst over vijf meter op de Olympische Jeugdzomerspelen. Met 5,05 m behaalde hij een zilveren medaille. Vervolgens pakte hij goud op de Zuid-Amerikaanse U20 kampioenschappen in Santiago met een sprong over 5,10. In 2011 volgde een overwinning met 5,20 bij de Pan-Amerikaanse U20 kampioenschappen in Miramar, waarna hij in Medellín bij de Zuid-Amerikaanse U20 kampioenschappen zijn medaille-oogst bij het polsstokhoogspringen in dit toernooi completeerde door ditmaal met 4,85 de zilveren medaille te veroveren.
In 2012 sloot Braz da Silva zijn laatste jaar bij de junioren af met de verovering van de titel bij het polsstokhoogspringen op de wereldkampioenschappen U20 in Barcelona met een sprong van 5,55. 

### Eerste resultaten als senior
Bij de senioren was zijn eerste titel het Zuid-Amerikaans kampioenschap in 2013, waar Braz da Silva over 5,83 sprong. Dit was een toernooi- en tevens Zuid-Amerikaans record. Op de wereldkampioenschappen in Moskou van dat jaar, waar het polsstokhoogspringen gewonnen werd door de Duitser Raphael Holzdeppe, kwam hij met 5,40 niet door de kwalificatieronde heen. Een jaar later revancheerde hij zich in zekere zin op de wereldindoorkampioenschappen in Sopot door met 5,75 vierde te worden achter de drie medaillewinnaars, die alle drie op 5,80 eindigden. Vervolgens nam hij deel aan de Zuid-Amerikaanse Spelen in Santiago, maar daar kwam hij niet tot een geldige poging. In juli veroverde hij daarna tijdens de Athletissima in Lausanne met 5,72 m zijn eerste podiumplaats in de Diamond League reeks: hij werd tweede achter Renaud Lavillenie, die met 5,87 won. 
In 2015 volgde zijn tweede Diamond League podiumplaats tijdens de Golden Gala in Rome. Opnieuw werd Braz da Silva tweede achter Lavillenie, maar ditmaal met 5,86, een PR-sprong. De Fransman kwam nu echter tot 5,91. Enkele weken later ging de Braziliaan daar bij wedstrijden in Baku met 5,92 zelfs een centimeter overheen. Dat leidde op de WK in 2015 echter niet tot een rechtstreeks gevecht tussen die twee. Want terwijl Lavillenie achter de Canadese winnaar Shawnacy Barber en Raphael Holzdeppe die beiden over 5,90 sprongen, met 5,80 op een gedeelde derde plaats eindigde, haalde de Braziliaan, net als op de WK in 2013, de finale niet eens. Ditmaal bleef hij steken op 5,65 en eindigde hij slechts als negentiende. 

### Olympisch goud en record
Op de Olympische Spelen in Rio versloeg hij voor eigen publiek favoriet Renaud Lavillenie echter wel. Het was een bijzonder duel tussen beide polsstokhoogspringers. Vanaf 5,75 tot en met 5,93 was de strijd gelijk op gegaan, al had Lavillenie alle hoogtes in één keer gehaald, terwijl Braz da Silva zowel op 5,75 als 5,93 steeds twee pogingen nodig had gehad. Als dit duel dus op gelijke hoogte zou eindigen, zou die in het voordeel van de Fransman uitpakken. De Braziliaan besloot daarom om de volgende hoogte van 5,98 over te slaan en zich te concentreren op een sprong over 6,03. Lavillenie sprong wel over 5,98 en deed dit opnieuw in één keer. Vervolgens sprongen beiden op 6,03 bij hun eerste poging af, waarna bij de tweede poging Braz da Silva de hoogte overbrugde, voor hem een persoonlijk en olympisch record, terwijl Lavillenie opnieuw miste. Toen lag de druk ineens bij de Fransman, die de derde poging op 6,03 voorbij liet gaan om deze te gebruiken voor een sprong over 6,08. Deze hoogte had hij indoor al wel gesprongen, maar outdoor nog nooit. Ook nu lukte het hem dat weer niet en zo werd Braz da Silva, tot groot enthousiasme van het Braziliaanse publiek, kampioen.

### Terugval
In 2017 wist Braz da Silva geen prestatie van betekenis te leveren. De verovering van zijn eerste nationale titel met een winnende sprong van 5,52 is het enige vermeldenswaardige feit. Prestatief bleef hij echter ver onder zijn in 2016 bereikte niveau. De WK van 2017 liet hij dan ook aan zich voorbij gaan. Een jaar later nam hij weer wel deel aan de WK indoor in Birmingham. In de door Lavillenie met 5,95 gewonnen wedstrijd kwam de Braziliaan echter weer eens niet uit de verf en eindigde met 5,60 roemloos als twaalfde. Zijn tweede opeenvolgende nationale titel met 5,55 was dat jaar de enige andere eervolle prestatie.
In 2019 bleek Braz da Silva eindelijk weer wat op te krabbelen. Hij werd tweede bij de Zuid-Amerikaanse en vierde bij de Pan-Amerikaanse kampioenschappen, kwam tijdens de Herculis-meeting in Monaco met een sprong over 5,92 tot zijn beste jaarprestatie en streed ten slotte bij de WK in Doha weer in de voorste gelederen mee door met 5,70 als vijfde te eindigen. In het door Covid-19 ernstig geamputeerde wedstrijdjaar 2020 wist Braz da Silva zijn niveau, ondanks een gebrek aan wedstrijden, redelijk vast te houden. Hij bewees dit door in het aangepaste Diamond League-programma bij de Athletissima-meeting een derde plaats te behalen met een sprong over 5,72.

### Opnieuw olympisch eremetaal
In 2021 nam Braz da Silva voor de tweede maal deel aan de Olympische Spelen, die vanwege Covid-19 een jaar waren uitgesteld en nu in Tokio plaatsvonden. Gezien de magere resultaten van de jaren na zijn indrukwekkende overwinning in 2016 in Rio de Janeiro behoorde de Braziliaan in Tokio zeker niet tot de favorieten. Tegelijkertijd was men nog niet vergeten hoe hij in Rio boven zichzelf was uitgestegen.
In de kwalificatieronde wist hij zich met 5,75 vrij gemakkelijk voor de finale te plaatsen, maar dat deden tien andere springers eveneens. In de finale, die hij begon op de hoogte van 5,55, had hij op 5,70 en 5,80 steeds een foutsprong, maar ging hij in één keer over 5,87. Dat leverde hem brons op, want de Amerikaan Christopher Nilsen kwam tot 5,97 en de Zweed Armand Duplantis tot 6,02. De laatste had daarna waarschijnlijk het olympisch record van Braz da Silva uit 2016 kunnen verbeteren, als hij zich daarop had toegelegd. Duplantis ging echter voor een wereldrecord en liet de lat op 6,19 leggen. Die hoogte sprong hij evenwel drie keer af. Nochtans was het de tweede keer in de historie dat de olympische kampioen voorbij de 6 meter had gesprongen. Dat Braz da Silva in twee opeenvolgende Spelen een medaille veroverde, was trouwens voor de Braziliaanse atletiek een zeldzaamheid.
In 2022 hield Braz da Silva zich goed staande, ook al was er bij het polsstokhoogspringen geen kruit gewassen tegen de overheersing van Armand Duplantis. Op de WK indoor in Belgrado sprong de Braziliaan naar een prima zilveren medaille met een sprong over 5,95, maar de Zweed zweefde voor iedereen onbereikbaar naar een wereldrecord van 6,20. Op de WK in Eugene, later dat jaar, deed Duplantis precies hetzelfde: hij zette al zijn concurrenten op afstand met een wereldrecordsprong over 6,21. Hier viel Braz da Silva met 5,87 net buiten het podium, omdat niet alleen Christopher Nilsen zich opnieuw naar voren drong met een sprong over 5,94, maar ook de verrassende Filipijn Ernest John Obiena die hoogte haalde, wat in zijn geval tevens een Aziatisch record betekende.

## Titels
- Olympisch kampioen polsstokhoogspringen - 2016
- Zuid-Amerikaans kampioen polsstokhoogspringen - 2013
- Braziliaans kampioen polsstokhoogspringen - 2017, 2018
- Wereldkampioen U20 polsstokhoogspringen - 2012
- Pan-Amerikaans kampioen U20 polsstokhoogspringen - 2011

## Persoonlijke records
| Onderdeel                      | Prestatie        | Datum            | Plaats         |
| ------------------------------ | ---------------- | ---------------- | -------------- |
| polsstokhoogspringen (outdoor) | 6,03 m (AR)/(OR) | 15 augustus 2016 | Rio de Janeiro |
| polsstokhoogspringen (indoor)  | 5,95 m (AR)      | 20 maart 2022    | Belgrado       |

## Palmares

### polsstokhoogspringen
Kampioenschappen
- 2009:  Zuid-Amerikaanse U20 kamp. - 4,40 m
- 2010:  Olympische Jeugdzomerspelen - 5,05 m
- 2010:  Zuid-Amerikaanse U20 kamp. - 5,10 m
- 2011:  Pan-Amerikaanse U20 kamp. - 5,20 m
- 2011:  Zuid-Amerikaanse U20 kamp. - 4,85 m
- 2012:  WK U20 - 5,55 m
- 2013:  Zuid-Amerikaanse kamp. – 5,83 m
- 2013: 14e WK - 5,40 m
- 2014: 4e WK indoor - 5,75 m
- 2015: 19e WK - 5,65 m
- 2016: 12e WK indoor – 5,55 m
- 2016:  OS - 6,03 m
- 2017:  Braziliaanse kamp. - 5,52 m
- 2018: 12e WK indoor – 5,60 m
- 2018:  Braziliaanse kamp. - 5,55 m
- 2019:  Zuid-Amerikaanse kamp. – 5,41 m
- 2019: 4e Pan-Amerikaanse kamp. - 5,51 m
- 2019: 5e WK - 5,70 m
- 2021:  OS - 5,87 m
- 2022:  WK indoor – 5,95 m
- 2022: 4e WK - 5,87 m

Diamond League-podiumplaatsen
- 2014:  Athletissima - 5,72 m
- 2015:  Golden Gala - 5,86 m
- 2015:  Meeting Areva - 5,86 m
- 2016:  Weltklasse Zürich - 5,84 m
- 2019:  Qatar Athletic Super Grand Prix - 5,71 m
- 2019:  Herculis - 5,92 m
- 2020:  Athletissima - 5,72 m
- 2022:  Stockholm Bauhaus Athletics - 5,93 m

1896: Welles Hoyt ·
1900: Irving Baxter ·
1904: Charles Dvorak ·
1908: Edward Cook & Alfred Gilbert ·
1912: Harry Babcock ·
1920: Frank Foss ·
1924: Lee Barnes ·
1928: Sabin Carr ·
1932: Bill Miller ·
1936: Earle Meadows ·
1948: Guinn Smith ·
1952: Bob Richards ·
1956: Bob Richards ·
1960: Don Bragg ·
1964: Fred Hansen ·
1968: Bob Seagren ·
1972: Wolfgang Nordwig ·
1976: Tadeusz Ślusarski ·
1980: Władysław Kozakiewicz ·
1984: Pierre Quinon ·
1988: Serhij Boebka ·
1992: Maksim Tarasov ·
1996: Jean Galfione ·
2000: Nick Hysong ·
2004: Tim Mack ·
2008: Steven Hooker ·
2012: Renaud Lavillenie ·
2016: Thiago Braz da Silva ·
2020: Armand Duplantis ·
2024: Armand Duplantis